# 国鉄リム300形貨車
国鉄リム300形貨車（こくてつリム300がたかしゃ）は、かつて日本国有鉄道（国鉄）に在籍した15 t積みの土運車である。

## 概要
1953年（昭和28年）に苗穂工場にてトキ900形を種車として10両が15 t積みの土運車改造製作された。形式名は新形式であるリム300形と定められた。名目上は改造であるが種車の使用可能な部品を流用したに過ぎない。1956年（昭和31年）度までに合計46両（リム300 - リム345）が改造製作された。
翌1957年（昭和32年）度から1967年（昭和42年）度までに309両（リム346 - リム654）が汽車製造（鉄道車輛工業とのグループ製作）にて新規製作された。
初期製作車は改造車であるが実質新製品に近く、戦後になり初めての新規製作土運車である。積載物である砂利類の荷下ろしを容易にするため、車体はレールに対して平行に45度まで傾斜可能であり、かつ側扉はリンク機構にて持ち上げられる（解放する）構造であった。結果満載状態の積載物を2分30秒ほどで取り下ろすことができた。
車体塗色は黒一色であり、寸法関係は、全長は8,500 mm、全幅は2,650 mm、全高は2,330 mm、実容積は9.2 m3、自重は12.5 t、換算両数は積車2.2、空車1.2である。
1985年（昭和60年）に最後まで在籍した車両が廃車になり形式消滅した。